# Manichino da crash test

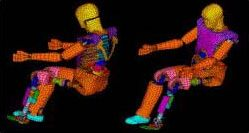
I manichini da crash test hanno salvato diverse migliaia di vite

I manichini da crash test sono delle riproduzioni in scala di esseri umani, con il giusto peso e le articolazioni per simulare il comportamento di un corpo umano, e dotati di strumentazioni per registrare il maggior numero di dati possibili sulle variabili di un incidente, come la velocità d'urto, le forze di schiacciamento, di piegamento o di torsione del corpo e la decelerazione al momento della collisione. Anche al giorno d'oggi essi restano indispensabili nello sviluppo di nuovi modelli per ogni tipo di veicoli, da una berlina ad un aereo da caccia.

## La necessità dei test
Il 31 agosto 1869, Mary Ward fu la prima vittima registrata di un incidente automobilistico, a Parsonstown in Irlanda.
 Alcuni anni più tardi, il 13 settembre 1899, Henry Bliss passò alla storia come la prima vittima di un incidente automobilistico nel Nord America, dopo che fu investito mentre scendeva da un tram a New York. Da quel giorno, oltre 20 milioni di persone in tutto il mondo hanno perso la vita a causa di incidenti automobilistici.
Il bisogno di un mezzo per analizzare e attenuare gli effetti degli incidenti stradali sul corpo umano si sviluppò rapidamente subito dopo la commercializzazione dell'automobile (intorno al 1890) e quando l'auto diventò significativa nella vita quotidiana, verso il 1930, il numero di morti per incidente stava raggiungendo una quota preoccupante. I tassi di mortalità superarono i 15,6 incidenti ogni 100 milioni di miglia per veicolo e continuavano a crescere; i progettisti di veicoli interpretarono questi dati come una chiara indicazione della necessità di fare delle ricerche per rendere più sicuri i loro prodotti.
Nel 1930, l'interno di un'auto non era un luogo sicuro neanche in caso di collisione a velocità ridotta. I cruscotti erano costituiti da metallo rigido, il piantone dello sterzo non era pieghevole e ovunque vi erano pomelli, pulsanti e leve sporgenti. Non si conoscevano le cinture di sicurezza e in un impatto frontale gli occupanti venivano scagliati contro il parabrezza, lasciando poche speranze di evitare gravi ferite o di morire. La struttura stessa del veicolo era rigida, e le forze d'urto erano trasmesse direttamente agli occupanti del veicolo. Negli anni cinquanta i fabbricanti di automobili dichiararono pubblicamente che non si potevano rendere meno dannosi gli incidenti, poiché le forze in uno scontro erano troppo grandi ed il corpo umano troppo fragile.

## Test sui cadaveri
La Wayne State University di Detroit fu la prima a iniziare un intenso lavoro di raccolta dati riguardo agli effetti sul corpo umano degli scontri a velocità elevata. Sul finire degli anni trenta non vi erano però risultati affidabili sulle risposte del corpo umano sottoposto ad estreme sollecitazioni fisiche, e non vi erano nemmeno strumenti adatti a misurare tali risposte. La biomeccanica era un campo della scienza ancora allo stadio iniziale. Era quindi necessario utilizzare diversi soggetti per costruire i primi set di dati.
I primi soggetti per i test furono dei cadaveri umani. Essi erano usati per ottenere informazioni fondamentali circa la capacità del corpo umano di resistere alle forze di schiacciamento e di strappo che si verificavano solitamente negli incidenti ad alte velocità. Per finalità simili, si facevano cadere dei cuscinetti a sfera d'acciaio sul cranio, oppure si lanciavano i corpi giù nei pozzi degli ascensori inutilizzati contro lastre di acciaio. Inoltre cadaveri con rudimentali accelerometri venivano legati all'interno delle automobili e sottoposti a collisioni frontali e a cappottamenti.
In un articolo del 1995 pubblicato sul Journal of Trauma, dal titolo "Humanitarian Benefits of Cadaver Research on Injury Prevention" (Benefici umanitari della ricerca con i cadaveri sulla prevenzione degli infortuni), Albert King dichiara chiaramente il numero di vite umane salvate grazie alla ricerca sui cadaveri. I calcoli di King indicano che grazie ai cambiamenti dei progetti attuati fino al 1987, la ricerca sui cadaveri ha salvato 8500 vite all'anno. Evidenzia inoltre che per ogni cadavere usato, ogni anno 61 persone si sono salvate per aver indossato la cintura di sicurezza, 147 grazie all'airbag e 68 sono sopravvissuti all'impatto con il parabrezza.
Ad ogni modo lavorare con i cadaveri presentava tanti problemi quanti ne venivano risolti. Non c'erano solo le questioni morali ed etiche relative al lavoro con i morti, ma anche i problemi di ricerca. La maggior parte dei cadaveri disponibili erano adulti anziani e di razza caucasica, che erano morti per cause non violente; essi non rappresentavano una parte omogenea delle vittime per incidente. Le vittime per incidente però non potevano essere utilizzate poiché ogni dato raccolto con gli esperimenti poteva essere compromesso dalle precedenti lesioni del cadavere. Dal momento che poi nemmeno due cadaveri sono identici, e siccome ogni singola parte di un cadavere poteva essere usata una sola volta, era particolarmente difficile ottenere affidabili dati di confronto. Inoltre nel caso dei cadaveri di bambini, non solo essi erano difficili da ottenere, ma sia l'opinione pubblica che la legge rendevano il loro uso impraticabile. Infine, man mano che i crash test andavano intensificandosi, i cadaveri adatti diventavano sempre più scarsi. Di conseguenza i dati biometrici erano limitati al "maschio anziano bianco".

## Test sui volontari
Alcuni ricercatori si incaricarono di fare da manichini per i crash test. Il colonnello USAF John Paul Stapp si lanciò a più di 1010 km/h (630 mph) su una slitta a razzo (rocket sled) e si fermò in meno di 1 secondo.
Lawrence Patrick, un professore della Wayne State University in pensione, si sottopose a circa 400 corse sulla slitta a razzo con lo scopo di verificare gli effetti di una rapida decelerazione sul corpo umano. Lui e i suoi studenti si fecero schiantare sul petto con un pendolo di metallo, si fecero urtare sul viso da un martello pneumatico rotante ed infine schizzare con vetri frantumati per simulare l'implosione di un finestrino.
Nell'ammettere che questo gli procurava "un piccolo dolore", Patrick affermò che la ricerca condotta da lui e dai suoi studenti poneva le basi per lo sviluppo di modelli matematici con cui la ricerca futura avrebbe potuto confrontarsi. Ma benché i dati derivanti dai test sui viventi fossero attendibili, le cavie umane non potevano di certo sopportare prove che superassero un determinato grado di stress fisico. Per raccogliere informazioni sulle cause e sulla prevenzione degli infortuni c'era bisogno di un altro tipo di soggetto.

## Test sugli animali
Verso la metà degli anni cinquanta, il grosso delle informazioni che i test sui cadaveri potessero fornire erano già state raccolte. Era necessario, inoltre, raccogliere dati sulla probabilità di sopravvivenza ad un incidente, e in questo caso i cadaveri erano sfortunatamente inadeguati. Questa necessità, unita alla carenza di cadaveri utilizzabili, obbligò i ricercatori a cercare altre "cavie". Una descrizione di Mary Roach alla Eighth Stapp Car Crash and Field Demonstration Conference mostra la direzione verso cui la ricerca aveva iniziato a muoversi. 
(Mary Roach)
Un importante obiettivo di ricerca che non poteva essere raggiunto né con i cadaveri, né con gli esseri umani viventi, era la scoperta di un modo per ridurre i danni causati dall'impatto con la colonna dello sterzo. Fino al 1964 si registrarono più di un milione di incidenti mortali derivanti dall'impatto con il volante; l'introduzione della colonna pieghevole per lo sterzo, da parte della General Motors nei primi anni sessanta, ridusse del 50% il rischio di morte "da volante". L'animale usato più frequentemente per gli studi sulle collisioni era il maiale, principalmente perché la sua struttura interna era simile a quella umana. I maiali inoltre potevano essere posizionati in un veicolo con la stessa postura di un uomo seduto.
La capacità di sedersi "verticalmente" era un importante requisito per i test sugli animali volti a studiare un'altra causa frequente di morte negli incidenti, la decapitazione. Inoltre era importante per i ricercatori determinare di quanto andasse modificato il design della cabina per assicurare delle circostanze di sopravvivenza ottimali. Per esempio in caso di incidente, un cruscotto con poca imbottitura o con imbottitura troppo rigida o troppo soffice, non avrebbe garantito minori danni alla testa rispetto ad un cruscotto senza imbottitura. Dal momento che pomelli, leve e bottoni erano essenziali nelle operazioni di un veicolo, quali modifiche al design avrebbero assicurato che questi elementi non avrebbero lacerato o perforato la vittima in un incidente? L'impatto con lo specchietto retrovisore era un evento ricorrente in un urto frontale; come avrebbe dovuto essere costruito uno specchietto in modo da essere rigido per svolgere la sua funzione ma al tempo stesso garantire i minori danni possibili se colpito?
Mentre lavorare con i cadaveri aveva alzato alcune opposizioni, principalmente dalle istituzioni religiose, era stato accettato a malincuore perché i morti, essendo morti, non provavano dolore, e il trattamento indegno a cui erano sottoposti era finalizzato ad alleviare il dolore ai viventi. La ricerca sugli animali, d'altra parte, sollevò maggiori contestazioni. Gli enti per la protezione degli animali erano veementi nelle loro proteste, e mentre i ricercatori sostenevano i test sugli animali per le loro capacità di produrre dati affidabili e applicabili, c'erano forti contestazioni etiche contro di essi.
Benché i dati dai test sugli animali si ottenevano più facilmente che dai cadaveri, il fatto che gli animali non erano "a forma di persona" e la difficoltà nell'usare adeguate strumentazioni interne, limitava la loro utilità.
Attualmente i test sugli animali non sono più praticati da nessuno dei principali produttori di automobili; la General Motors interruppe i test sui viventi nel 1993 e gli altri fabbricanti lo fecero subito dopo.

## L'evoluzione dei manichini

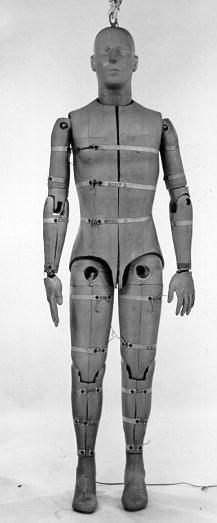
Sierra Sam fu utilizzato per testare i seggiolini eiettabili

Le informazioni raccolte dalla ricerca sui cadaveri e dagli studi sugli animali erano già state usate per la costruzione di simulacri umani dal 1949, quando "Sierra Sam" fu creato da Samuel W. Alderson ai Laboratori di Ricerca Alderson (ARL) e dalla Sierra Engineering Co. per testare i seggiolini eiettabili per gli aerei e i sistemi di trattenuta per i piloti. Questi test comportavano l'uso di slitte a razzo con alte accelerazioni fino a velocità di 1000 km/h (600 mph), al di là della capacità di sopportazione di volontari umani. Agli inizi degli anni cinquanta, Alderson e Grunman produssero un manichino che fu usato per effettuare crash test sia con veicoli a motore che con aeroplani.

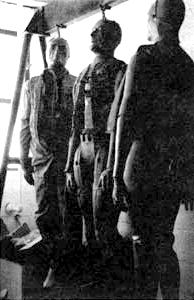
La produzione di massa dei manichini permise il loro uso in molte più applicazioni

Alderson continuò a produrre quella che chiamava la serie VIP-50, costruita specificamente per la General Motors e la Ford, ma che fu adottata anche dal National Institute of Standards and Technology. Sierra fu migliorato, per vincere la concorrenza, in un modello chiamato "Sierra Stan", ma la GM, che aveva già preso la decisione di sviluppare un manichino affidabile e duraturo, riteneva che nessuno dei modelli soddisfacesse i suoi bisogni. Gli ingegneri decisero di unire le migliori caratteristiche della serie VIP e di Sierra Stan, e crearono così Hybrid I nel 1971. Hybrid I riproduceva un maschio medio in altezza, peso e proporzioni. L'originale "Sierra Sam" era più pesante e più alto del 95% degli esseri umani maschi. In collaborazione con la Society of Automotive Engineers (SAE), la General Motors condivise questo progetto con i suoi competitori.
A partire da quel momento, un lavoro considerevole ha portato alla creazione di manichini sempre più sofisticati. Hybrid II fu presentato nel 1972, con miglioramenti ai sensori di spalle, colonna vertebrale e ginocchia. Nel 1973 fu creato un nuovo manichino e la National Highway Transportation Safety Administration (NHTSA) sottoscrisse un accordo con la General Motors per produrre un modello che superasse le prestazioni di Hybrid II in un numero di aree specifiche.
Benché si fossero ottenuti diversi miglioramenti rispetto ai test sui cadaveri, Hybrid I e Hybrid II erano ancora molto rudimentali, e il loro uso era limitato allo sviluppo e al test delle cinture di sicurezza. C'era bisogno di un manichino che permettesse ai ricercatori di trovare strategie per la riduzione degli infortuni. Fu questa necessità che spinse i ricercatori della GM a sviluppare la linea Hybrid attuale, la famiglia di manichini da crash test Hybrid III.

## La famiglia Hybrid III

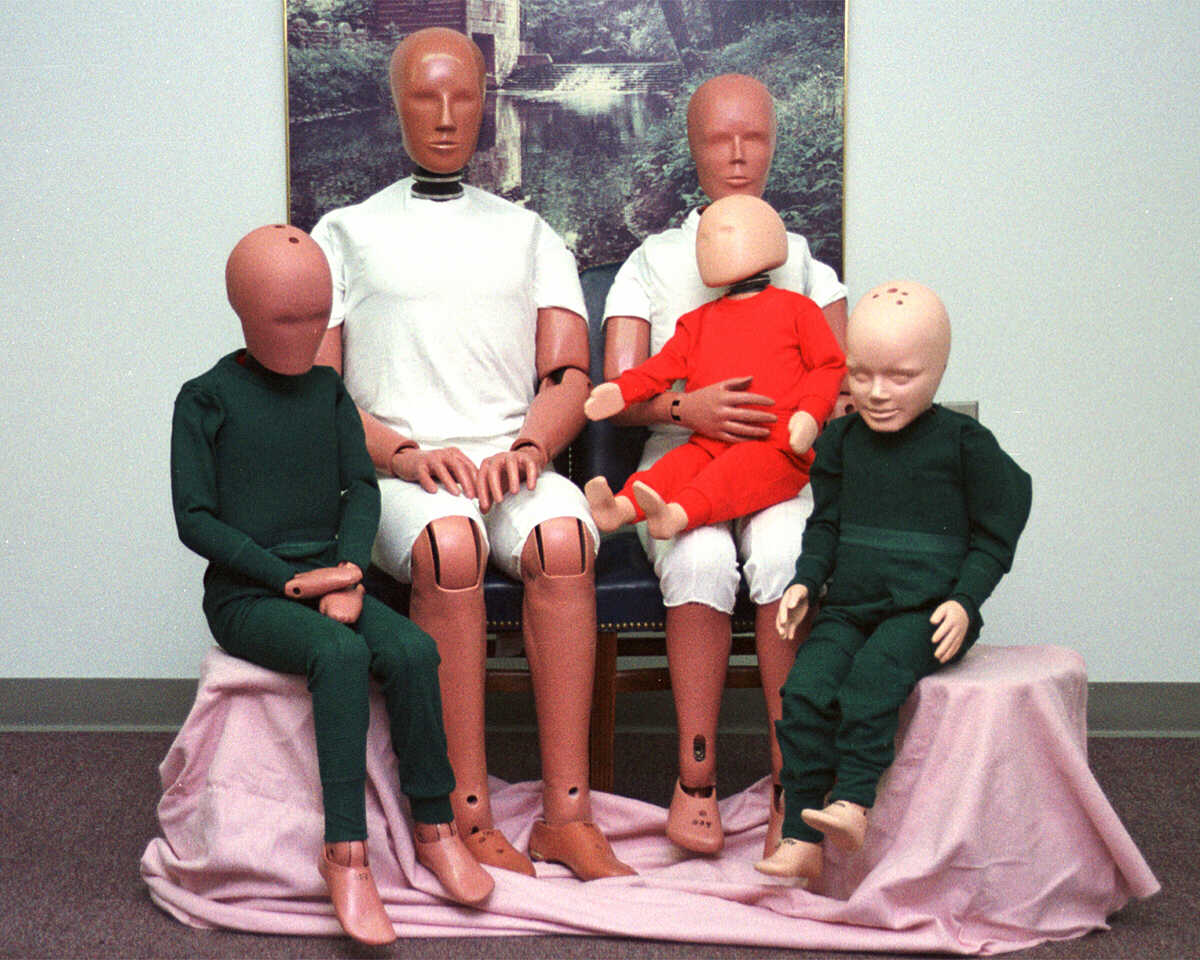
La famiglia Hybrid III, che include un manichino uomo, un uomo "robusto", una donna e due bambini di 3 e 6 anni

Hybrid III, il manichino maschio che fece la sua prima apparizione nel 1976, è ora un componente di una famiglia. Se potesse stare in piedi sarebbe alto 168 cm (5'6") e avrebbe un peso di 77 kg (170 lb). Esso occupa il posto del guidatore in tutti i crash test frontali disassati a 65 km/h (40 mph) della Insurance Institute for Highway Safety (IIHS).
È affiancato da un "fratello maggiore", alto 188 cm (6'2") e pesante 100 kg (223 lb).
La signora Hybrid III è un manichino donna alta 152 cm (5') e di 50 kg (110 lb).
I due manichini "bambini" Hybrid III simulano un bambino di 6 anni di 21 kg (47 lb) e uno di 3 anni pesante 15 kg (33 lb). Questi modelli "in miniatura" sono una recente aggiunta alla famiglia dei manichini da crash test; siccome vi sono pochissimi dati disponibili riguardo alle conseguenze di un incidente sui bambini, e tali dati sono difficili da ottenere, questi manichini sono basati in gran parte su stime e approssimazioni.

## Preparazione del test
Ogni Hybrid III viene sottoposto a calibrazione prima di un crash test. La sua testa viene rimossa e lasciata cadere da un'altezza di 40 cm per testarne la strumentazione. Quindi la testa e il collo vengono riattaccati, messi in movimento e fermati improvvisamente per controllare la giusta flessibilità.
Gli Hybrid hanno la "cute" fatta da pelle di camoscio; le ginocchia sono colpite con una sonda di metallo per verificare la giusta foratura. Infine la testa e il collo vengono uniti al resto del corpo, il quale viene attaccato ad una piattaforma e colpito violentemente nel petto da un pesante pendolo per assicurarsi che le costole si pieghino e si flettano come dovrebbero.
Quando il manichino viene dichiarato pronto per il test, viene vestito completamente di giallo, alla testa e alle ginocchia viene applicata della vernice colorata ed inoltre vengono applicati marchi di calibrazione alla testa, per aiutare i ricercatori nel momento in cui si rivedono i filmati al rallentatore. Il manichino viene quindi messo all'interno del veicolo. In ogni parte dell'Hybrid III vengono posizionati 44 sensori, dalla testa alle caviglie, per registrare dai 30.000 ai 35.000 dati in uno scontro di 100-150 millisecondi. Essi vengono registrati in un "magazzino temporaneo" all'interno del petto del manichino, e vengono poi scaricati su un computer una volta completato il test.
Poiché Hybrid è un dispositivo per la raccolta di dati standardizzati, ogni parte di un particolare tipo di Hybrid è intercambiabile con un'altra dello stesso tipo. Non solo un manichino può essere testato diverse volte, ma se anche una parte dovesse rompersi o guastarsi, può essere rimpiazzata con una nuova. Un manichino dotato di strumentazione completa ha un valore di circa 150.000 €

## I successori di Hybrid
Gli Hybrid III sono progettati per rilevare gli effetti degli impatti frontali, e sono meno efficaci nel valutare gli effetti di altri tipi di impatto, come quello laterale, posteriore o rollover. Dopo l'urto frontale, la seconda causa di infortuni gravi in un incidente è l'urto laterale.
La famiglia di manichini SID (Side Impact Dummy - Manichino per l'urto laterale) è stata progettata per misurare gli effetti degli urti laterali su costole, colonna vertebrale e organi interni. Esso valuta anche la decelerazione sulla colonna e sulle costole e la compressione della gabbia toracica. Il SID è il manichino standard del governo USA, l'EuroSID è usato in Europa per garantire la conformità con gli standard di sicurezza, e SID II è il manichino in versione femminile. BioSID invece è una versione ancora più sofisticata di SID ed EuroSID.

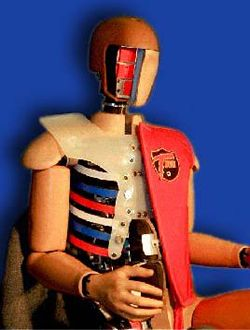
THOR offre strumentazioni sofisticate nel valutare gli impatti frontali

Il BioRID è un manichino progettato per valutare gli effetti di un urto posteriore. Il suo scopo principale è di studiare il colpo di frusta e di aiutare i progettisti a sviluppare efficaci sistemi di controllo della testa e del collo. BioRID è più sofisticato nella costruzione della colonna rispetto a Hybrid: 24 simulatori di vertebre permettono a BioRID di assumere una postura da seduto più naturale e di manifestare il movimento del collo e la configurazione assunta in un urto posteriore.
CRABI è un manichino bambino usato per valutare l'efficacia dei dispositivi di ritenuta per bambini, tra cui cinture di sicurezza ed airbag. Ci sono tre modelli di CRABI che simulano bambini di 6 mesi, 1 anno e 18 mesi.
THOR è un avanzato manichino maschio. È il successore di Hybrid III, ha una colonna e un bacino più "umani" e la sua faccia contiene un numero di sensori che consentono analisi dell'impatto con il viso con un'accuratezza non ottenibile con gli altri manichini. Il numero di sensori di THOR inoltre è molto più grande in quantità e sensibilità rispetto agli Hybrid III.
Ulteriori sviluppi sono però necessari sui manichini; benché vi sia stata una diminuzione del numero dei morti, il numero di passeggeri gravemente infortunati è ancora alto e gli infortuni invalidanti alle gambe e ai piedi rappresentano tuttora un'alta percentuale.

## I manichini del futuro
I manichini da crash test hanno fornito preziosi dati su come il corpo umano reagisce negli scontri e hanno contribuito decisamente a migliorare i progetti per i veicoli. Benché abbiano salvato milioni di vite, allo stesso modo di cadaveri e animali hanno quasi raggiunto un "punto di arrivo", in cui i dati innovativi sono pochi.
Il problema principale nell'acquisizione dei dati dai cadaveri, oltre alla loro limitata disponibilità, era la mancanza di replicabilità, l'elemento fondamentale per la standardizzazione; non importava quanti elementi potevano essere utilizzati da un test, il cadavere doveva comunque essere cambiato ogni volta.
Mentre i moderni manichini hanno superato questo problema, i ricercatori si trovano ad affrontare essenzialmente lo stesso problema nel testare un veicolo; un veicolo può essere usato una sola volta, e il test non può essere ripetuto esattamente allo stesso modo.
Un secondo problema con i manichini è che essi sono solo approssimativamente umani. Quarantaquattro sensori di dati di un Hybrid III non sono che una remota riproduzione del numero di sensori in una persona vivente. La simulazione degli organi interni è rudimentale al massimo, e ciò significa che sebbene i cadaveri e gli animali non sono più le fonti primarie di dati, possono ancora essere utilizzati nello studio delle lesioni ai tessuti molli.
Il futuro dei crash test è iniziato nello stesso posto in cui tutto è cominciato, la Wayne State University. King H. Yang è uno dei ricercatori coinvolti nella creazione di dettagliati modelli computerizzati dei sistemi umani. Al momento i computer non sono abbastanza veloci e i programmatori non sono abbastanza abili da creare simulazioni dell'intero corpo, ma l'analisi degli infortuni di singoli sistemi sta producendo risultati affidabili ed incoraggianti.
Il vantaggio del computer è di non essere legato a leggi fisiche. Un veicolo virtuale distrutto una volta può essere "ricomposto" e quindi distrutto di nuovo in modo leggermente diverso. Una schiena virtuale spezzata può essere rimessa in sesto e testata nuovamente, la configurazione delle cinture può essere cambiata ecc. Quando ogni variabile è sotto controllo e ogni evento è replicabile, il bisogno di esperimenti fisici si riduce notevolmente.
All'inizio del XXI secolo, per i nuovi modelli di auto è ancora necessaria una certificazione legale di crash test effettuati con manichini e veicoli reali (e non virtuali). Ad ogni modo in futuro quasi sicuramente non si useranno più né manichini né auto vere per la creazione di nuovi modelli. La prossima generazione di manichini da crash test svolgerà i test interamente sugli schermi dei computer.